# Omnisport Apeldoorn
L'Omnisport Apeldoorn est une salle omnisports située à Apeldoorn aux Pays-Bas.

## Évènements
L'enceinte a notamment accueilli les championnats du monde de cyclisme sur piste 2011 et 2018, les  championnats d'Europe de cyclisme sur piste 2011,  2013, 2019 et 2024, le championnat d'Europe féminin de volley-ball 2015 et la première étape du Tour d'Italie 2016 et les championnats du monde de paracyclisme sur piste de 2015.
La salle accueille le Championnat du monde féminin de volley-ball 2022 dont notamment une demi-finale et la finale.
Elle accueillera les Championnats d'Europe de cyclisme sur piste 2024 et les Championnats d'Europe d'athlétisme en salle en 2025.